# Lähdeneva
Lähdeneva este o arie protejată (arie specială de conservare — SAC, sit de importanță comunitară — SCI, arie de protecție specială avifaunistică — SPA) din Finlanda întinsă pe o suprafață de 246 ha, integral pe uscat.

## Localizare
Centrul sitului Lähdeneva este situat la coordonatele 63°45′23″N 23°51′59″E / 63.7564°N 23.8664°E.

## Înființare
Situl Lähdeneva a fost declarat sit de importanță comunitară în august 1998 pentru a proteja 11 specii de animale. Alte tipuri de protecție:
- arie de protecție specială avifaunistică (în august 1998)[2]
- arie specială de conservare (în aprilie 2015)[1][3][4]

## Biodiversitate
Situată în ecoregiunea boreală, aria protejată conține 3 habitate naturale: Lacuri și iazuri distrofice naturale, Turbării Aapa, Mlaștini împădurite.
La baza desemnării sitului se află mai multe specii protejate de  păsări (11): gâscă de semănătură (Anser fabalis), ciuf de câmp (Asio flammeus), prundaș de nămol (Calidris falcinellus), bătăuș (Calidris pugnax), lebădă de iarnă (Cygnus cygnus), cocor (Grus grus), codobatura galbenă (Motacilla flava), notatița cu ciocul subțire (Phalaropus lobatus), ciocănitoare de munte (Picoides tridactylus), ploier auriu (Pluvialis apricaria), fluierar de mlaștină (Tringa glareola).
Pe lângă speciile protejate, pe teritoriul sitului au mai fost identificate 5 specii de plante.